# Паулин Венетский
Паулин Венетский (Венецианский) или Паолино Венето (лат. Paolino Veneto), также Павлин Венецианский или Паулино Венецианец (Paulino da Venezia), также Паолино Минорит или Минорита (то есть францисканец; род. около 1270 года — ум. 22 июня 1344 года в Поццуоли, ныне Италия), был послом Венецианской республики при дворах короля Роберта Анжуйского и папы Иоанна XXII, затем епископом Поццуоли (1324—1344), королевским советником (с 1328—1344) и автором работ исторического, географического, политического и мифологического характера. Его рукописи хранятся в Апостольской библиотеке в Риме и в Национальной библиотеке в Париже.
Также известен как Паулинус Минорита, Паулинус Венецианский, Паули де Пуццолес, Поулинус или Норданус. Или как Павлин Минорит из Венеции.
Его две основные работы: «Хронология» (или «Компендиум»; лат. Chronologia magna / Compendium) и «Сатирика» (Satyrica historia), завершённые между 1321 и 1323 годами, но позже дополненные, являются универсальными хрониками от Адама и Евы до современной ему эпохи, и включают в изложение основных политических и религиозных событий разные отрывки: выдержки из древних авторов, биографии святых, географические описания и мифологические истории, часто задуманные как небольшие автономные трактаты («De diis gentium», «De mappa mundi», «De ludo scachorum»).
Считается одной из ключевых фигур в развитии средневековой картографии.